# Roku de Nashi Majutsu Koushi to Akashic Records
Roku de Nashi Majutsu Koushi to Akashic Records (яп. (ロクでなし魔術講師と禁忌教典 Року дэ Наси Мадзюцу Ко:си то Акасикку Рэко:до, букв.«Никчёмный преподаватель магии и Хроники Акаши») — ранобэ, написанное Таро Хицудзи и проиллюстрированное Куронэ Мисимой. Публикуется издательством Fujimi Shobo под импринтом Fujimi Fantasia Bunko с июля 2014 года. Манга-адаптация с иллюстрациями Аосы Цунэми начала выпускаться в ежемесячном журнале Shonen Ace издательства Kadokawa Shoten с 26 марта 2016 года. Премьера аниме-адаптации производства студии Liden Films состоялась 4 апреля 2017 года.

## Сюжет
Систина занимается в магической академии, чтобы отточить свои навыки в магических искусствах, надеясь узнать тайну парящего Небесного Замка. После ухода её любимого учителя, замена не заставила себя долго ждать. Однако новый преподаватель, Гленн, оказался вечно опаздывающим, ленивым, и, казалось бы, совершенно некомпетентным подобием инструктора. Как же так получилось, что его порекомендовал сам директор академии?

## Персонажи
Гленн Раддарс (яп. グレン レーダス Гурэн Рэ:дасу) — главный герой, ученик легендарной ведьмы Сэлики, впоследствии стал учителем класса Люмии и Систины.
Сэйю: Сома Сайто
Сикстина Фибель (яп. システィーナ フィーベル Сисути:на Фи:бэру) — дочь дворянского рода Фибель, владеющего землями Фьеза. Её главной целью является разузнать тайну Небесного Замка.
Сэйю: Юмэ Миямото
Румия Тингел (яп. ルミア ティンジェル Румиа Тиндзэру) — лучшая подруга Систины. а также признанная мёртвой, принцесса империи.
Сэйю: Аканэ Фудзита
Риэль Рэйфорд (яп. リィエル レイフォード Рииэру Рэйфо:до) — член имперской армии, и бывший сослуживец Гленна.
Сэйю: Ари Одзава
Альберт Фрейзер (яп. アルベルト フレイザー Арубэруто Фурэйдза:) — член имперской армии, и бывший сослуживец Гленна.
Сэйю: Хироки Такахаси
Сэлика Арфония (яп. セリカ アルフォネア Сэрика Аруфонэа) — профессор академии. Давно знакома с Гленном, поэтому вынудила его стать новым учителем, несмотря на то, что он не подходит для этой работы.
Сэйю: Эри Китамура

## Медиа-издания

### Ранобэ
Ранобэ за авторством Таро Хицудзи с иллюстрациями Куронэ Мисимы начало публиковаться 19 июля 2014 года Fujimi Shobo издательством под импринтом Fujimi Fantasia Bunko. По состоянию на 18 марта 2017 года было издано восемь томов.

#### Список томов
| № | Дата публикации      | ISBN                   |
| - | -------------------- | ---------------------- |
| 1 | 19 июля 2014 года    | ISBN 978-4-04-070231-5 |
| 2 | 20 ноября 2014 года  | ISBN 978-4-04-070232-2 |
| 3 | 20 марта 2015 года   | ISBN 978-4-04-070515-6 |
| 4 | 18 июля 2015 года    | ISBN 978-4-04-070516-3 |
| 5 | 20 ноября 2015 года  | ISBN 978-4-04-070517-0 |
| 6 | 18 июня 2016 года    | ISBN 978-4-04-070974-1 |
| 7 | 20 октября 2016 года | ISBN 978-4-04-070975-8 |
| 8 | 18 марта 2017 года   | ISBN 978-4-04-070976-5 |

### Манга
Манга-адаптация с иллюстрациями Аосы Цунэми начала публиковаться 26 марта 2015 года в ежемесячном журнале Shonen Ace издательством Kadokawa Shoten. 25 июня 2021 года должна выйти последняя глава манги.
На территории Северной Америки манга издаётся компанией Seven Seas Entertainment.

#### Список томов
| № | Дата публикации      | ISBN                   |
| - | -------------------- | ---------------------- |
| 1 | 26 ноября 2015 года  | ISBN 978-4-04-103672-3 |
| 2 | 26 декабря 2015 года | ISBN 978-4-04-103673-0 |
| 3 | 26 мая 2016 года     | ISBN 978-4-04-104429-2 |
| 4 | 26 октября 2016 года | ISBN 978-4-04-104430-8 |
| 5 | 25 марта 2017 года   | ISBN 978-4-04-104431-5 |

### Аниме
Выпуск аниме-адаптации был анонсирован 19 марта 2016 года в журнале Dragon Magazine. Производством занималась студия Liden Films под руководством режиссёра Минато Кадзуто. Сценаристом является Токо Матида, дизайнером персонажей — Сатоси Кимура. Композитором выступил Хироаки Цуцуми. Сериал транслировался с 4 апреля по 20 июня 2017 года на телеканалах AT-X, Tokyo MX, MBS, TVA и BS11. Открывающую композицию «Blow out» исполнила Кономи Судзуки, а закрывающую «Precious You» Аканэ Фудзита, Юмэ Миямото и Ари Одзава. Сериал лицензирован в Северной Америке компанией Funimation.

#### Список серий
| № серии | Название                                                                                   | Трансляция в Японии |
| ------- | ------------------------------------------------------------------------------------------ | ------------------- |
| 1       | Отброс без мотивации «Яруки но наи Року дэ Наси» (やる気のないロクでなし)                  | 4 апреля 2017 года  |
| 2       | Лишь небольшая мотивация «Хонно Вадзукана Яруки» (ほんのわずかなやる気)                    | 11 апреля 2017 года |
| 3       | Дурак и смерть «Гуся то Синигами» (愚者と死神)                                             | 18 апреля 2017 года |
| 4       | Магическое соревнование «Мадзюцу Кё:ги-сай» (魔術競技祭)                                   | 25 апреля 2017 года |
| 5       | Королева и принцесса «Дзёо: то О:дзё» (女王と王女)                                         | 2 мая 2017 года     |
| 6       | Зло во плоти «Дзяакунару Сондзаи» (邪悪なる存在)                                           | 9 мая 2017 года     |
| 7       | Море падающих звёзд «Хоси Фуру Уми» (星降る海)                                             | 16 мая 2017 года    |
| 8       | Дурак и звезда «Гуся то Хоси» (愚者と星)                                                   | 23 мая 2017 года    |
| 9       | Причина жить «Икиру Ими» (生きる意味)                                                      | 30 мая 2017 года    |
| 10      | Авантюрист!? «Гяку-тама!?» (逆玉！？)                                                      | 6 июня 2017 года    |
| 11      | Решающий бой! Битва корпуса магических судей «Кэссэн! Мадо: Хэидан-сэн» (決戦！魔導兵団戦) | 13 июня 2017 года   |
| 12      | Поиски своего места «Мицукэ та Ибасё» (見つけた居場所)                                     | 20 июня 2017 года   |